# Барбоза, Жоржи
Жо́ржи Барбо́за (порт. Jorge Barbosa; 25 мая 1902, Прая — 6 января 1972, Лиссабон) — поэт и писатель из Кабо-Верде.
Родился 25 мая 1902 года на острове Сантьягу в городе Прая. Один из организаторов культурно-просветительского и литературного журнала «Кларидаде» («Claridade», 1936—1938, 1947) и «Сертеза» («Certeza», 1944—1945, 1947-49).
Писал на португальском и креольском языках. Поэзия отличалась социальной направленностью.
Печатался в антологиях «Modernos poetas caboverdianos» («Современные поэты Зелёного Мыса») Жайме де Фигерейду и «Cadernos de um ilhéu» («Записки островитянина»).
Умер в Лиссабоне 6 января 1972 года.

## Издания на русском языке
- Стихи поэтов Африки. — М., 1958.
- «Иностранная литература». — 1959, № 5.
- Взглядом сердца [Стихи]. — М., 1961.
- Библиотека всемирной литературы. — Сер. 3. — Т. 131 «Поэзия Африки». — М.: Художественная литература, 1973.

## Издания на португальском языке
- Osório de Oliveira J. Poesia de Cabo Verde. — Lisboa, 1954.
- Cadernos de um ilhéu. — Lisboa, 1956.
- Figueiredo J. Modernos poetas cabo-verdianos. Antologia imprensa nacional. — Praia, 1961.
- Silveira О. Consciencialização na literatura Cabo Verdeana. — Lisboa, 1963.